# 稲城市立向陽台小学校
稲城市立向陽台小学校（いなぎしりつ こうようだい しょうがっこう）は、東京都稲城市向陽台三丁目にある公立の小学校である。

## 沿革
- 1988年（昭和63年）4月1日 - 開校

## 交通
- JR南武線南多摩駅から徒歩15分
- 京王相模原線稲城駅からバス10分